# Attentat de la mosquée de Hangu
L'attentat de la mosquée de Hangu est survenu le 29 septembre 2023 lorsqu'une bombe a explosé à l'intérieur d'une mosquée pendant les prières du vendredi à Doaba (ur) dans le district de Hangu de la province de Khyber Pakhtunkhwa au Pakistan. L'explosion a tué cinq personnes et fait six blessés. L'attaque s'est produite quelques heures après une attaque similaire contre une procession religieuse à Mastung, dans la province voisine du Baloutchistan, qui a tué au moins 55 personnes,.

## Déroulement
Un véhicule rempli d'explosifs s'arrête à l'entrée d'une mosquée de Hangu, qui a la particularité d'être situé dans un poste de police. L'un des assaillants est empêché de rentrer dedans et ne peut mettre son plan à exécution. Cet événement intervient peu de temps après un incident similaire dans le district de Mastung de la province du Baloutchistan. La mosquée compte environ 30 à 40 fidèles au moment de l'explosion,,.
La police affirme que deux hommes à vélo sont venus tirer sur les policiers et que l'un d'eux s'est fait exploser à l'entrée de la mosquée et l'autre à l'intérieur.

## Victimes
L'explosion tue cinq personnes et en blesse grièvement six autres. Plusieurs personnes se retrouvent piégées après l'effondrement du toit de la mosquée en raison de la force de l'explosion. La plupart des fidèles se sont échappés après le bruit de la première explosion. Le chef de la police du district confirme que l'explosion s'est produite dans la juridiction du commissariat de Doaba (ur).
Une opération de sauvetage rapide et de grande envergure est lancée immédiatement après l'incident. Les victimes grièvement blessées sont rapidement transportées vers les hôpitaux voisins pour recevoir des soins médicaux d'urgence.

## Enquête
Les autorités enquêtent sur ce qui s'est passé. Pour le moment, l'attaque n'est revendiquée par aucun groupe. Amir Rana (en), directeur de l'Institut pakistanais d’études sur la paix (en), déclare que les attentats à la bombe contre les mosquées de Mastung et de Hangu semblent être l'œuvre de la province khorassanienne de Daech. 

## Réactions
Le Tehrik-e-Taliban Pakistan (TTP) nie toute implication dans l'attentat. Raja Pervez Ashraf, le président de l'Assemblée nationale, condamne l'attentat. 